# 541691 Ranschburg
541691 Ranschburg este o planetă minoră (asteroid) din centura de asteroizi. A fost descoperită pe 5 octombrie 2011 la Piszkéstetői Obszervatórium⁠(d) de  și a fost numită după Ranschburg Jenő⁠(d). 
Obiectul prezintă o orbită caracterizată de o semiaxă mare de 2,6172892697292 UAi, o excentricitate de 0,123822863586, o înclinație de 13,645970686417 ° în raport cu ecliptica.